# Chris Janssens (voetballer)
Christiaan (Chris) Janssens (Lier, 12 juni 1969) is een Belgisch voetbalcoach en voormalig betaald voetballer. Janssens speelde als centrale verdediger of verdedigende middenvelder en was met name bekend om zijn harde schot, bekwaamheid als vrije schopnemer op lange afstand en als leidersfiguur.
De Kempenaar kwam achtereenvolgens uit voor Rita Berlaar, Heist Sportief, opnieuw Rita Berlaar, Sint-Niklase SK, Sporting Lokeren, Willem II, KVC Westerlo, SV Zulte Waregem en K. Lierse SK. Hij speelde zeven interlands voor het Belgisch voetbalelftal.

## Spelercarrière
In de tweede helft van de jaren negentig was Chris Janssens een van de smaakmakers bij Sporting Lokeren, nadat de Oost-Vlaamse streekclub terug was gepromoveerd naar de Belgische hoogste klasse. Hij stapte in 1996 van SK Sint-Niklaas over naar Lokeren. Bovendien werd hij aanvoerder. 
Meermaals wist Janssens met het hoofd, een afstandsschot of een verre rechtstreekse vrije schop de netten bol te zetten. In 2001 behaalde Janssens met Lokeren Europees voetbal na beslag te hebben gelegd op de vierde plaats, maar hij vertrok daarop naar Willem II uit de Nederlandse Eredivisie. Na twee seizoenen keerde hij alweer terug naar België, bij KVC Westerlo. Met de Kempense club draaide hij dan drie seizoenen lang mee in de middenmoot van de hoogste klasse, de Jupiler League. 
Janssens speelde sinds de zomer van 2006 bij SV Zulte Waregem en had hier een contract voor één seizoen, tot medio 2007. Janssens verliet de West-Vlaamse club echter in de winterstop voor K. Lierse SK, waar hij zijn lange actieve voetbalcarrière beëindigde (Janssens was reeds 40 jaar oud), op het tweede niveau van België, in het seizoen 2008–2009. 
Opvallend is dat hij in zijn laatste seizoen als speler (2008–2009) bij Lierse al vanaf de winter werd ingezet als assistent-trainer. Tijdens de laatste thuismatch van het seizoen trok hij echter voor de laatste keer zijn voetbalschoenen aan voor een invalbeurt tegen FC Luik. Janssens zorgde zelf voor een extatisch afscheid door enkele minuten later te scoren.

## Trainerscarrière
Meteen na zijn afscheid als profvoetballer werd Janssens assistent-trainer bij Lierse. Vanaf het seizoen 2011/12 werd hij hoofdtrainer na het vertrek van Trond Sollied. Op 12 november 2012 werd hij aan de deur gezet na een reeks slechte resultaten.
Op 11 maart 2013 volgde hij Bart Van Renterghem op als coach van tweedeklasser Eendracht Aalst. Daar werd hij bijna elf maanden later, op 3 februari 2014 ontslagen. Korte tijd later volgde hij de ontslagen Nicky Hayen op als hoofdcoach van FCV Dender EH.
Vanaf het seizoen 2014/15 werd hij assistent van Frederik Vanderbiest bij KV Oostende. Later was hij ook assistent van Vanderbiest bij Cercle Brugge en SK Lierse. Vanaf de zomer van 2017 werd Janssens opnieuw hoofdtrainer bij FCV Dender EH.
In november 2018 ging Janssens aan de slag als trainer van Tempo Overijse in Tweede klasse amateurs. Toen de club in maart 2019 na een 9 op 39 onder Janssens naar de voorlaatste plaats was weggegleden, besloten trainer en club om in onderling overleg uit elkaar te gaan. De club degradeerde op het einde van het seizoen onder leiding van keeperstrainer Donald Meeus desondanks naar Derde klasse amateurs.
In mei 2019 tekende Janssens bij derdeprovincialer FC Destelbergen. Met onder andere zijn ex-ploegmaat Bjorn De Wilde werd Destelbergen eind maart al kampioen in Derde provinciale. In februari 2021, toen het amateurvoetbal al even stillag vanwege de coronapandemie, werd aangekondigd dat Janssens vanaf het seizoen 2021/22 trainer zou worden van SC Lokeren-Temse, de geestelijke opvolger van zijn ex-club KSC Lokeren. Half november 2021 werd hij er ontslagen wegens tegenvallende resultaten.

## Clubstatistieken
| Seizoen | Club             | Duels | Goals |
| ------- | ---------------- | ----- | ----- |
| 1996/97 | KSC Lokeren      | 30    | 4     |
| 1997/98 | KSC Lokeren      | 30    | 8     |
| 1998/99 | KSC Lokeren      | 27    | 5     |
| 1999/00 | KSC Lokeren      | 30    | 9     |
| 2000/01 | KSC Lokeren      | 31    | 11    |
| 2001/02 | Willem II        | 32    | 4     |
| 2002/03 | Willem II        | 27    | 1     |
| 2003/04 | KVC Westerlo     | 32    | 6     |
| 2004/05 | KVC Westerlo     | 26    | 4     |
| 2005/06 | KVC Westerlo     | 34    | 8     |
| 2006/07 | SV Zulte Waregem | 12    | 0     |
| 2006/07 | K. Lierse S.K.   | 17    | 3     |
| 2007/08 | K. Lierse S.K.   | 34    | 3     |
| 2008/09 | K. Lierse S.K.   | 6     | 1     |